# Alexander Wilson James
Alexander Wilson James, més conegut com a Alex James, (Mossend, 14 de setembre de 1901 – Londres, 1 de juny de 1953) fou un futbolista escocès dels anys 1920 i 1930.

## Trajectòria
Començà a jugar al Raith Rovers escocès el 1922. Hi romangué tres temporades abans de ser traspassat al Preston North End anglès per £3.000 lliures el 1925. Jugà durant quatre temporades i marcà 55 gols en 157 partits. El 1929 fou traspassat a l'Arsenal de Herbert Chapman per £8.750 lliures.
Al club de Londres va viure els seus millors anys al costat d'homes com David Jack, Cliff Bastin, Ted Drake i Jack Lambert. El 1930 guanyà la copa anglesa en vèncer l'Huddersfield Town per 2-0. Guanyà la lliga anglesa els anys 1930-31, 1932-33, 1933-34 i 1934-35 i una nova copa el 1936 per 1-0 sobre Sheffield United.
Amb la selecció escocesa disputà vuit partits. Debutà el 31 d'octubre de 1925 enfront Gal·les amb una victòria per 3-0.
Fou inclòs a l'English Football Hall of Fame el 2005. També ha estat inclòs a l'Scottish Football Hall of Fame. El 1998 fou escollit per la Football League a la llista de les 100 llegendes del futbol anglès.